# Alan Forney
Alan Michael Forney (* 28. Juni 1960 in Beaufort, South Carolina) ist ein ehemaliger Ruderer aus den Vereinigten Staaten. Er war mit dem Vierer ohne Steuermann Olympiazweiter 1984.

## Karriere
Der 1,93 m große Alan Forney erreichte bei den Weltmeisterschaften 1982 mit dem Achter den vierten Platz. 1983 belegte der Achter den siebten Platz bei den Weltmeisterschaften 1983 in Duisburg.
Für die Olympischen Spiele in Los Angeles wurde vom Gastgeberverband ein Vierer ohne Steuermann nominiert, der aus David Clark, Jon Smith, Phillip Stekl und Alan Forney bestand. Insgesamt traten zehn Boote an. Als Vorlaufsieger zogen die Boote aus Neuseeland und aus den Vereinigten Staaten direkt in das Finale ein, vier weitere Boote qualifizierten sich über die Hoffnungsläufe. im Finale siegten die Neuseeländer mit über zweieinhalb Sekunden Vorsprung auf den Vierer aus den Vereinigten Staaten, anderthalb Sekunden dahinter gewannen die Dänen die Bronzemedaille.
Alan Forney studierte an der University of Washington und erwarb später einen MBA an der Seattle Pacific University. Nach seinem Studium war Forney im Bankgeschäft tätig. Daneben war er im Raum Seattle in zahlreichen Ehrenämtern aktiv.